# 1926 chez Disney
L'année 1926 est marquée par la suite de la série Alice Comedies et l'inauguration du El Capitan Theatre à Los Angeles, racheté en 1990 par Disney.

## Événements

### Janvier
- 1er janvier 1926, Sortie de l'Alice Comedy Alice on the Farm[1],[2]
- 15 janvier 1926, Sortie de l'Alice Comedy Alice's Balloon Race[1],[3]

### Février
- 1er février 1926, Sortie de l'Alice Comedy Alice's Little Parade[4],[5]
- 15 février 1926, Sortie de l'Alice Comedy Alice's Mysterious Mystery[4],[6]

### Mai
- 1er mai 1926, Sortie de l'Alice Comedy Alice's Orphan[4],[7]
- 3 mai 1926, Ouverture d'El Capitan Theatre à Los Angeles, racheté en 1990 par Disney[8],[9],[10]

### Septembre
- 6 septembre 1926, Sortie de l'Alice Comedy Alice Charms the Fish[11]
- 20 septembre 1926, Sortie de l'Alice Comedy Alice's Monkey Business[11]

### Octobre
- 4 octobre 1926, Sortie de l'Alice Comedy Alice in the Wooly West[11]
- 18 octobre 1926, Sortie de l'Alice Comedy Alice the Fire Fighter[11]

### Novembre
- 1er novembre 1926, Sortie de l'Alice Comedy Alice Cuts the Ice[11]
- 15 novembre 1926, Sortie de l'Alice Comedy Alice Helps the Romance[12]
- 29 novembre 1926, Sortie de l'Alice Comedy Alice's Spanish Guitar[12]

### Décembre
- 13 décembre 1926, Sortie de l'Alice Comedy Alice's Brown Derby[12]
- 27 décembre 1926, Sortie de l'Alice Comedy Alice the Lumberjack[12]